# Al Atlal

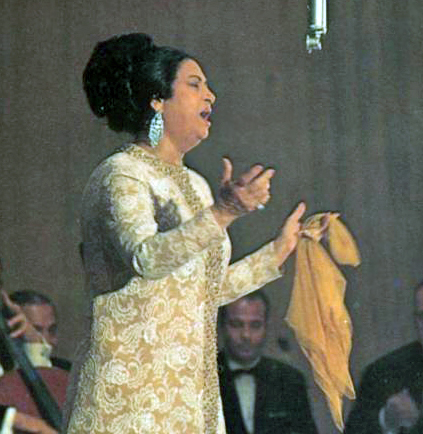
Une photo recadrée de la chanteuse égyptienne Umm Kalthoum décédée en 1975 à l'âge de 71 ans.

Al Atlal, (en arabe الأطلال), traduit généralement par Les Ruines est un poème du poète égyptien Ibrahim Nagi et chanté par Oum Kalthoum sur une musique de Riad Al Sunbati en 1966.
Le poème est écrit en arabe classique et reprend un des thèmes majeurs de la poésie arabe : les ruines ou traces laissées par l'amante après son départ. 
On prête aussi au texte une dimension patriotique, liée principalement au contexte politique de l'époque. En 1967, « Nasser cite les vers de la chanson d’Oum Kalthoum « Al-Atlal » (« Les ruines ») pour annoncer la défaite militaire essuyée par l’Égypte. »
Al Atlal est considérée comme l'une des plus belles chansons du répertoire de la Diva Oum Kalthoum.
En 1992, la chanteuse franco-marocaine Sapho construit un récital entier autour de Al Atlal, expérience dont elle tire un enregistrement public en 1994.